# Brounia thoracica
Brounia thoracica is een keversoort uit de familie Chelonariidae. De wetenschappelijke naam van de soort is voor het eerst geldig gepubliceerd in 1878 door Sharp.